# UTC+0:20
UTC+0:20, Холандско време или Амстердамско време, је време које се користило у Холандији између 1909. до 1940. године.  
Тачно време је било GMT 0 сати 19 минута 32,3 секунди до 17. марта 1937, када је промењено у GMT+0:20. Када је Немачка окупирала Холандију у Другом светском рату, земља је прешла на Берлинско време (UTC+1), које је остало до данас.